# Bogdan Bacik
Bogdan Bacik (ur. 13 listopada 1965 w Siemianowicach Śląskich) – dr hab. nauk o kulturze fizycznej, biomechanik.

## Życiorys
W 1989 ukończył studia z zakresu rehabilitacji ruchowej na Akademii Wychowania Fizycznego w Katowicach. W 1998 ukończył podyplomowe Studia Dydaktyki Szkoły Wyższej.
Jest profesorem nadzwyczajnym Katedry Motoryczności Człowieka AWF w Katowicach – Zakład Biomechaniki (Wydział Wychowania Fizycznego), gdzie zatrudniony jest od 1990. Od 2008 r. jest dziekanem Wydziału Wychowania Fizycznego Akademii Wychowania Fizycznego im. Jerzego Kukuczki w Katowicach. Członek Polskiego Towarzystwa Biomechaniki oraz Polskiego Towarzystwa Fizjoterapii. Instruktor rekreacji ruchowej w kajakarstwie. Przodownik turystyki kajakowej PTTK.

## Uzyskane stopnie naukowe
- 1997 – obrona pracy doktorskiej: Tytuł pracy: „Wpływ dodatkowej informacji na strukturę ruchu lokomocyjnego podczas obciążenia wysiłkiem fizycznym” – promotor prof. dr hab. Joachim Raczek (AWF Katowice)
- 2007 – kolokwium habilitacyjne, temat rozprawy  "Znaczenie kompleksu lędźwiowo-miedniczno-biodrowego w kontroli stabilnej postawy stojącej"

 (AWF Katowice)
- 2008 – profesor nadzwyczajny AWF im. Jerzego Kukuczki w Katowicach

## Charakterystyka pracy naukowo-badawczej
- kontrola postawy
- mechanizmy kompensacji w zaburzeniach chodu
- mechanizmy sterowania i regulacji w motoryczności ludzkiej

## Publikacje
Łączny dorobek naukowy stanowi 85 opublikowanych prac oryginalnych i 1 monografia.

### Opisy bibliograficzne najważniejszych publikacji
- Król H., Bacik B. Kinematyka kroku płotkowego w zależności od wysokości płotka. Antropomotoryka 1997; 16: 103-111[2].
- Bacik B., Król H., Vaverka F. The influence of a "passive defender" and increasing fatigue on the kinematics of the jump-shot in team handball. In: XV Symposium on Biomechanics in Sports. Ed. J.D. Wilkerson, K.M. Ludwig, W.J. Zimmermann. Denton, Texas Woman's University Press 1997: 455-458[3].
- Bacik B. Acoustic Feedback and the Dynamical Characteristics of Step Up Test. Biology of Sport 1998; 15: 56-59[4].
- Bacik B., Vaverka V.,Szeliga-Cetnarska M., Saulicz E. Influence of support devices on the force-time structure in A P axis in walking by hemiparetic patients. Kinesiologia Slovenica 1999; 5: 26[5].
- Szeliga- Cetnarska M., Bacik B., Kijowski S., Kabsch A. Asymetria parametrów dynamicznych chodu u osób z niedowładem połowiczym. Postępy Rehabilitacji 1999; 8 (1): 57-62[6].
- Król H., Bacik B., Mynarski W. Researching for the objective meter of the movement rate estimation. Journal of Human Kinetics 1999; 2: 95-102[7].
- Bacik B., Sokołowski A., Kuczyński M., Raczek J., Król H. A Neutral Network Model for Description of Signals of Postural Stability. In: Current Research in Motor Control: Ed. J. Raczek, Z. Waśkiewicz, G. Juras. Interactiv S.C. Katowice 2000: 62-68[8].
- Tejszerska D., Michnik R., Jureczko P., Jurkojć J., Bacik B. Badania modelowe i doświadczalne ruchu kończyny dolnej człowieka. Zeszyty Naukowe KMS Gliwice 2000; 13: 28-33[9].
- Król H., Bacik B. Moc mechaniczna jako ocena zdolności siłowo-szybkościowych człowieka. Acta of Bioengineering and Biomechanics 2000; 2: 271-276[10].
- Bacik B., Sokołowski A., Kuczyński M., Raczek J., Król H. A neutral network approach to postural control modeling. Journal of Human Kinetics 2000; 4: 123-131[11].
- Saulicz E., Bacik B., Plinta R.,Gnat R. Models of spatial pelvis asymmetry in children aged 5-10 years with scoliotic posture. Acta of Bioengineering and Biomechanics 2002; 4: 238-239[12]
- Bacik B., Saulicz E., Król H., Gnat R., Plinta R. Have spinal curvatures any importance in process of postural control in plane? Acta of Bioengineering and Biomechanics 2002; 4:114-115[13]
- Błaszczyk J., Bacik B., Juras G. Clinical assessment of postural stability. Journal of Mechanics in Medicine and Biology 2003; 3 (2): 135-144[14].
- Błaszczyk J., Bacik B. Diagnostyka niestabilności posturalnej. Materiały Konferencji „Informatyka i Biotechnologia w Medycynie. Badania Podstawowe i Wdrożeniowe”, Uniwersytet Śląski w Katowicach 2004: 17-19[15].
- Bacik B., Waśkiewicz Z., Saulicz E., Gnat R. Postural control during quiet standing under the influence of strenuos physical effort. Journal of Sport Sciences 2004; 22 (3): 237-238[16].
- Gnat R., Saulicz E., Bacik B. Próba skoku z lądowaniem na jedną nogę jako czynnik wywołujący zaburzenia przestrzennego ustawienia miednicy. Medycyna sportowa 2005; 21 (1): 25-35[17].
- Bacik B. Znaczenie kompleksu lędźwiowo-miedniczno-biodrowego w kontroli stabilnej postawy stojącej. Wydawnictwo AWF Katowice 2005[18].
- Bacik, B., Saulicz E., Gnat R. Ground-foot reaction forces in hemiplegic gait patterns with and without orthopaedic aids. International Journal of Rehabilitation Research 2006; 29(3): 255-259[19]